# 森本曜子
森本曜子（もりもと ようこ　9月8日 - ）は、福井県福井市出身のフリーアナウンサー・ラジオパーソナリティー。

## 来歴・人物
福井県立武生高等学校卒業。イオンに入社して秘書として勤務した後、アナウンサーに転身。
代表番組は「アマチンのラジオにおまかせ」他多数。その後「らじおガモン倶楽部」に出演。
福井県観光大使。福井県人会グリーン会のメンバー。
ラジオで培ったトーク力とゲストの魅力を引き出す話術について、多数の有名企業でプレゼンテーション研修の講師を担当する傍ら、大学ではコミュニケーション、自己表現に関する授業を行い、その他全国各地の講演会で活動中。
人を輝かせる「プレゼンテーション講師」には定評がある。